# Montcortès de Segarra
El petit nucli de Montcortès de Segarra (comarca de la Segarra) és format per petites cases de pagès dels segles XVII i XVIII al redòs del castell de Montcortès i l'església de Santa Anna del segle xvi. Forma part del municipi dels Plans de Sió.